# Яношевич, Будимир
Будимир Яношевич (серб. Будимир Јаношевић; род. 21 октября 1989, Белград) — сербский футболист, вратарь стокгольмского АИК.

## Клубная карьера
Яношевич является воспитанником футбольного клуба «Чукарички», в котором и начал свою профессиональную карьеру. Дебютировал за основную команду 15 августа 2009 года в игре с «Явором» из Иваницы. Будимир провёл на поле всю встречу и на 63-й минуте минуте пропустил единственный мяч в матче.
Проведя 7 игр в составе родного клуба, в январе 2010 года перешёл в «Ягодину», также выступающую в сербской Суперлиге. По оценке интернет-портала Transfermarkt сумма трансфера составила 30 тысяч евро. В новом клубе провёл 8 матчей до конца чемпионата, пропустив в них 10 мячей. В следующем сезоне потерял место в основе «Ягодины», приняв участие всего в 2 играх чемпионата.
11 июля 2011 года свободным агентом перебрался в стан бронзового призёра Сербии — «Войводину». За клуб из Нови-Сада первую игру сыграл 31 марта 2012 года против своего бывшего клуба, оставив в том матче свои ворота на замке. По результатам сезона «Войводина» заняла третье место в турнирной таблице, второй год подряд завоевав бронзовые медали.
Летом 2012 года перебрался в белградский «Рад», но не сыграв ни одного матча за команду в середине сезона перебрался в «Телеоптик», выступавший в первой лиге. Дебютировал в первенстве 9 марта в матче с «Пролетером». Яношевич пропустил в этой встрече два раза, один из которых уже в компенсированное к основному времени матча время, что стоило победы его команде. По итогам сезона «Телеоптик» занял 13 место в таблице и вылетел во вторую лигу.
В июне 2013 Яношевич в очередной раз сменил команду, перейдя в «Спартак» из Суботицы, вернувшись тем самым в Суперлигу. Первую игру в основном составе провёл 26 апреля 2014 года с «Чукаричками». Встреча завершилась с ничейным счётом 1:1. В следующем сезоне стал основным голкипером в построениях нового главного тренера Петара Курчубича, проведя за полсезона 15 игр. В феврале 2015 года перешёл на правах аренды в турецкий «Адана Демирспор». В первой лиге сербский вратарь принял участие в 17 матчах и вместе с командой занял четвертое место в турнирной таблице. После завершения арендного соглашения вернулся в «Спартак», за который отыграл еще полтора сезона.
23 февраля 2017 года подписал однолетний контракт со шведской «Броммапойкарной», выступавшей в Суперэттане. Из-за проблем с получением разрешения на работу, Яношевича успели заявить только на финальные матчи кубка Швеции. Дебютировал в «Бромме» в четвертьфинальном матче с «Эльфсборгом», который его команда выиграла со счётом 2:1. По итогам сезона клуб выиграл Суперэттан и завоевал право выступать в высшем дивизионе Швеции.
По окончании сезона подписал контракт на три года со стокгольмским АИК. Дебютировал в Аллсвенскане 27 апреля 2018 года в матче с «Сириусом», в котором Яношевич не дал сопернику отличиться. По итогам сезона клуб занял первое место в турнирной таблице и завоевал чемпионский титул.

## Карьера в сборной
В 2009 году сыграл один матч в составе молодёжной сборной Сербии.

## Достижения
Войводина
- Бронзовый призёр чемпионата Сербии: 2011/12

 Броммапойкарна
- Победитель Суперэттана: 2017

 АИК
- Чемпион Швеции: 2018